# French Open 1982
Die 81. French Open 1982 waren ein Tennis-Sandplatzturnier der Klasse Grand Slam, das von der ITF veranstaltet wurde. Es fand vom 24. Mai bis 6. Juni 1982 in Roland Garros, Paris, Frankreich statt.
Titelverteidiger im Einzel waren Björn Borg bei den Herren sowie Hana Mandlíková bei den Damen. Im Herrendoppel waren Heinz Günthardt und Balázs Taróczy, im Damendoppel Rosalyn Fairbank und Tanya Harford und im Mixed Andrea Jaeger und Jimmy Arias die Titelverteidiger.

## Herreneinzel
Setzliste
| Nr. | Spieler          | Erreichte Runde |
| --- | ---------------- | --------------- |
| 01. | Jimmy Connors    | Viertelfinale   |
| 02. | Ivan Lendl       | Achtelfinale    |
| 03. | Guillermo Vilas  | Finale          |
| 04. | José Luis Clerc  | Halbfinale      |
| 05. | Vitas Gerulaitis | Viertelfinale   |
| 06. | Eliot Teltscher  | Achtelfinale    |
| 07. | Peter McNamara   | Viertelfinale   |
| 08. | Yannick Noah     | Viertelfinale   |

| Nr. | Spieler         | Erreichte Runde |
| --- | --------------- | --------------- |
| 09. | Andrés Gómez    | Achtelfinale    |
| 10. | Balázs Taróczy  | 2. Runde        |
| 11. | Brian Gottfried | 2. Runde        |
| 12. |                 |                 |
| 13. | José Higueras   | Halbfinale      |
| 14. | Steve Denton    | 1. Runde        |
| 15. | Chip Hooper     | Achtelfinale    |
| 16. | Mel Purcell     | Achtelfinale    |

## Dameneinzel
Setzliste
| Nr. | Spielerin           | Erreichte Runde |
| --- | ------------------- | --------------- |
| 01. | Chris Evert-Lloyd   | Halbfinale      |
| 02. | Martina Navratilova | Sieg            |
| 03. | Tracy Austin        | Viertelfinale   |
| 04. | Andrea Jaeger       | Finale          |
| 05. | Hana Mandlíková     | Halbfinale      |
| 06. | Sylvia Hanika       | 2. Runde        |
| 07. | Mima Jaušovec       | Achtelfinale    |
| 08. | Anne Smith          | Achtelfinale    |

| Nr. | Spielerin        | Erreichte Runde |
| --- | ---------------- | --------------- |
| 09. | Bettina Bunge    | 2. Runde        |
| 10. | Billie Jean King | 3. Runde        |
| 11. | Virginia Ruzici  | Viertelfinale   |
| 12. | Andrea Leand     | Achtelfinale    |
| 13. |                  |                 |
| 14. | Mary-Lou Piatek  | 2. Runde        |
| 15. | Kathy Rinaldi    | Achtelfinale    |
| 16. | Pam Casale       | Achtelfinale    |

## Herrendoppel
Setzliste
| Nr. | Paarung                         | Erreichte Runde |
| --- | ------------------------------- | --------------- |
| 01. | Sherwood Stewart Ferdi Taygan   | Sieg            |
| 02. | Kevin Curren Steve Denton       | 1. Runde        |
| 03. | Heinz Günthardt Balázs Taróczy  | Halbfinale      |
| 04. | Pavel Složil Tomáš Šmíd         | 1. Runde        |
| 05. | Anders Järryd Hans Simonsson    | 1. Runde        |
| 06. | Mark Edmondson Bruce Manson     | Viertelfinale   |
| 07. | Hans Gildemeister Belus Prajoux | Finale          |
| 08. | Terry Moor Eliot Teltscher      | Achtelfinale    |

| Nr. | Paarung                         | Erreichte Runde |
| --- | ------------------------------- | --------------- |
| 09. | Carlos Kirmayr Henri Leconte    | 2. Runde        |
| 10. | José Luis Clerc Ilie Năstase    | Achtelfinale    |
| 11. | José Luis Damiani Ricardo Ycaza | Achtelfinale    |
| 12. | Tracy Delatte Mel Purcell       | 2. Runde        |
| 13. | David Carter Chris Lewis        | Viertelfinale   |
| 14. | Marty Davis Tim Mayotte         | Achtelfinale    |
| 15. | Brian Gottfried John Lloyd      | 1. Runde        |
| 16. | John Feaver Cássio Motta        | Halbfinale      |

## Damendoppel
Setzliste
| Nr. | Paarung                        | Erreichte Runde |
| --- | ------------------------------ | --------------- |
| 01. | Rosie Casals Wendy Turnbull    | Finale          |
| 02. | Martina Navratilova Anne Smith | Sieg            |
| 03. | Candy Reynolds Paula Smith     | Viertelfinale   |
| 04. | JoAnne Russell Virginia Ruzici | 2. Runde        |

| Nr. | Paarung                            | Erreichte Runde |
| --- | ---------------------------------- | --------------- |
| 05. | Rosalyn Fairbank Tanya Harford     | Achtelfinale    |
| 06. | Leslie Allen Mima Jaušovec         | 2. Runde        |
| 07. | Bettina Bunge Claudia Kohde-Kilsch | Viertelfinale   |
| 08. | Jo Durie Anne Hobbs                | Achtelfinale    |

## Mixed
Setzliste
| Nr. | Paarung                        | Erreichte Runde |
| --- | ------------------------------ | --------------- |
| 01. | John Lloyd Wendy Turnbull      | Sieg            |
| 02. | Jimmy Arias Kathy Rinaldi      | Viertelfinale   |
| 03. | Mel Purcell Andrea Leand       | Achtelfinale    |
| 04. | Sherwood Stewart Lucia Romanov | Halbfinale      |

| Nr. | Paarung                      | Erreichte Runde |
| --- | ---------------------------- | --------------- |
| 05. | Bruce Manson Pam Teeguarden  | Halbfinale      |
| 06. | Dennis Ralston Sharon Walsh  | Viertelfinale   |
| 07. | Tracy Delatte Candy Reynolds | Viertelfinale   |
| 08. |                              | Rückzug         |

## Junioreneinzel
Setzliste
| Nr. | Spielerin        | Erreichte Runde |
| --- | ---------------- | --------------- |
| 01. | Guy Forget       | Viertelfinale   |
| 02. | Pat Cash         | Halbfinale      |
| 03. | Henrik Sundström | Viertelfinale   |
| 04. | Jonathan Canter  | Viertelfinale   |
| 05. | Eric Wilborts    | 2. Runde        |
| 06. | Loïc Courteau    | Finale          |
| 07. | Michael Kures    | 2. Runde        |
| 08. | M Jaite          | Halbfinale      |

| Nr. | Spielerin          | Erreichte Runde |
| --- | ------------------ | --------------- |
| 09. | Hans Schwaier      | Achtelfinale    |
| 10. | Carlos di Laura    | 2. Runde        |
| 11. | Francisco Maciel   | Achtelfinale    |
| 12. | Tarik Benhabiles   | Sieg            |
| 13. |                    | Rückzug         |
| 14. | Carlos Chabalgoity | Achtelfinale    |
| 15. | Víctor Caldarelli  | 1. Runde        |
| 16. | Jakob Hlasek       | Achtelfinale    |

## Juniorendoppel
Setzliste
| Nr. | Paarung                        | Erreichte Runde |
| --- | ------------------------------ | --------------- |
| 01. | Henrik Sundström Eric Wilborts | Viertelfinale   |
| 02. | Jonathan Canter Michael Kures  | Finale          |
| 03. | Loïc Courteau Guy Forget       | Halbfinale      |
| 04. | Pat Cash John Frawley          | Sieg            |

| Nr. | Paarung                                | Erreichte Runde |
| --- | -------------------------------------- | --------------- |
| 05. | Francisco Maciel Fernando Perez-Pascal | Viertelfinale   |
| 06. | Ricki Osterthun Hans Schwaier          | Viertelfinale   |
| 07. | S Ercoli Michele Fioroni               | Viertelfinale   |
| 08. | Carlos Chabalgoity J. Marques-Neto     | Achtelfinale    |

## Juniorinnendoppel
Setzliste
| Nr. | Paarung                             | Erreichte Runde |
| --- | ----------------------------------- | --------------- |
| 01. | Penny Barg Beverly Bowes            | Finale          |
| 02. | Elizabeth Minter Bernadette Randall | Halbfinale      |
| 03. | Pascale Paradis Nathalie Phan-Thanh | Viertelfinale   |
| 04. | Elvyn Barrable Rosalind Riach       | Viertelfinale   |

| Nr. | Paarung                                | Erreichte Runde |
| --- | -------------------------------------- | --------------- |
| 05. | Andrea Ritecz Andrea Temesvári         | Achtelfinale    |
| 06. | Beth Herr Janet Lagasse                | Sieg            |
| 07. | Carling Bassett Raffaella Reggi        | 1. Runde        |
| 08. | Angeliki Kanellopoulou Manuela Maleeva | 1. Runde        |